# 艾比路
《艾比路》是英国摇滚乐队披头四的第11张专辑，由苹果唱片发行于1969年9月26日，是乐队成员全体参与录制的最后一张专辑。尽管《讓它去吧》是披头四1970年4月解散前发行的最后一张专辑，但那张专辑的绝大多数的录音是在本张专辑开始录制前完成的。从本张专辑中产生的双A面单曲《莫名/一起来》发行于同年10月，并登顶公告牌百强单曲榜。
《艾比路》是一张结合了布鲁斯、流行乐及前卫摇滚等等风格的摇滚专辑，其中很多地方用到了穆格合成器以及莱思丽扬声器。专辑的第二面中有一套由多首歌曲前后串连而成的混合曲。作为第二面重头戏的这支长达16分钟的混合曲最终以一句“而最后，你所得到的爱正是你所付出的”（"and in the end, the love you take is equal to the love you make"）收尾。
乐队在录制这张专辑期间的气氛要比同年较早时录制《回来/顺其自然》愉快得多，但成员间仍时有龃龉，尤以录制保罗·麦卡特尼写的《马克斯韦尔的银锤》时为甚。约翰·列侬在专辑发行前就已私下离队，麦卡尼则在第二年公开宣布退出乐队。
尽管《艾比路》迅速收获了商业成绩上的成功并在英美两国的榜单双双登顶，但乐评界一开始却对其毁誉参半。一些乐评人认为其中的音乐不真实，并对种种刻意雕琢的痕迹感到哀伤。不过，这张专辑现在被乐评界一致视为披头四最好的一张专辑，甚至是史上最佳专辑之一。而乔治·哈里森写的《莫名》与《阳光照来》则被认为他为乐队写的最好的歌。专辑的封面是走过艾比路录音室外斑马线的乐队四位成员的侧面照，是流行音乐史上最有名也是受到模仿最多的封面之一。

## 背景
在经历了《回到从前》（1970年发行时改作《顺其自然》）不甚愉快的录制过程后，保罗·麦卡特尼向制作人乔治·马丁提议重新集合乐队，摒弃自布萊恩·愛普斯坦去世后一直贯穿白色专辑整个录制过程的种种矛盾，“像以前那样”制作专辑。马丁同意了但也同时向乐队成员，特别是约翰·列侬，提出条件：他们要让他像以前那样去制作，并且必须遵守纪律。
在《回到原来》录制结束仅仅三周后，《艾比路》的制作即于1969年2月22日在三叉戟录音室拉开序幕。乐队在那里与比利·普雷斯顿（弹奏哈蒙德风琴）一起录制了《我要你》。之后，录音工作因为林戈·斯塔尔参演《神奇的克里斯蒂安》中断，一直到同年的四月才继续。乐队在那个月做了一小部分的工作，并在5月6日录制了《你从没给过我钱》。之后，乐队又休了8周的假直到7月2日。录制工作在之后的两个月中继续。8月1日，最后一首《因为》完成录音。而后，乐队继续进行加录，并在8月20日完成对专辑最终的编排。这也是他们最后一次全员在录音室里共同工作。
麦卡尼、斯塔尔与马丁对于此次合作相当满意。乔治·哈里森也表示：“我们确实又在像音乐家那样去表演。”在同年四月录制未收录于专辑的单曲《约翰和洋子之歌》时，藍侬与麦卡尼合作得相当愉快，在试录时还常互相打趣。他们在《艾比路》录制期间多少仍延续着对彼此的友善。然而此时，乐队成员间的关系仍然相当紧张。麦卡尼与藍侬在录制期间也常尖刻地争吵。此时在乐队录音时常伴左右的藍侬的妻子小野洋子也与其他成员冲突不断。藍侬与小野还在六月时遭遇车祸。依照对小野卧床的医嘱，藍侬特地在录音室里安置了一张床便于她监视录音进程。
对于专辑的整体结构，乐队成员之间也有不同的意见：藍侬想要做一张曲目之间互不相关的传统专辑，麦卡尼与马丁则想要效法之前的《胡椒中士的寂寞芳心俱乐部乐队》将专辑做成有主题的混合曲。专辑最终呈现出的正式两派妥协的结果。在第二面中但列侬还是对于这样的成品表达出了厌恶之情，觉得它缺乏真情实感。他认为麦卡尼完成的部分不是“真正的歌曲”，而是“给老奶奶们挖掘着玩的（音乐）”，并说那首混合曲“只是把一些歌强揉合在一起的……垃圾”。不过麥卡尼及鼓手林哥·史達却表示：「第二面的艾比路混合曲是我們的傑作之一」。在录制期间，藍侬就表达出了要把他的歌放在一面而把麦卡尼的歌放在另一面的意思。
哈里森曾表示“（《艾比路》）听起来就像是我们已经走到了尽头”，而且製作人喬治·馬丁之後也表示：「這張專輯的錄製過程還算愉快。我猜是因為大家都認為這會是最後一張專輯了。」不过当时没有人确定这张专辑就会是乐队最后一张专辑。在这张专辑完成后，成员们又继续制作《回到原来/顺其自然》直到1970年。因此尽管《顺其自然》起步较《艾比路》早，但却是披头四最后一张专辑。
到了1969年九月，在艾比路录音完成后，因为披头四的其他成员不接受他写的《戒断反应》，藍侬组了新的乐队，塑胶小野乐队。而哈里森则在这一年剩下的时间里与莱昂·罗素、多丽丝·特洛伊、普雷斯顿以及德莱尼和邦尼等音乐家一起合作。麦卡尼则在女儿玛丽8月28日出生后暂停了乐队工作。9月20日，藍侬正式宣布退出披头四。《艾比路》在1969年9月26日发行。单曲《莫名/一起来》则随后于10月发行。藍侬则在同一个月里发行了塑胶小野乐队版本的《戒断反应》。披头四并没有直接宣传《艾比路》。而乐队也是到次年4月麦卡尼宣布退队后才正式宣告解散。

## 创作与录制

### 第一面

#### 《团结》
藍侬曾为蒂莫西·利里对罗纳德·里根就加州州长的选战写了首《让我们在一起》。《团结》正是对这首歌的扩充。藍侬在第二次于蒙特利尔进行的“静卧抗议”中写了歌词的草稿。
有的披头四研究者认为这首歌只有一个“贱民似的主角”，而藍侬又借此“画了一张充满嘲讽的自画像”。另一些研究者则认为其中的一些歌词指代约翰博士以及小野的作品。这首歌后来还为藍侬引来了官司。莫里斯·列维起诉他在《团结》开始的几个小节抄袭了查克·贝里的《你抓不到我》，这桩官司最终以列侬在下张专辑中要收录列维经营的唱片公司拥有版权的三首歌曲为条件收场。
《团结》后来与《莫名》一起发行了双A面单曲。在精选辑《爱》内页的注释中，马丁说这首歌“虽然简单，但也因表现了各个成员纯粹的光彩而异常突出”。

#### 《莫名》
《莫名》这首歌是哈里森在白色专辑期间听到同家公司的詹姆斯·泰勒的《她莫名让我心动》时受到启发写出的。歌词后来在《顺其自然》期间经过了润色（一些录音中有列侬对哈里森提出的建议）。这首歌原本是写给乔·科克尔的，不过乐队还是在《艾比路》期间录制了自己的版本。科克尔的版本则收录于那年11月发行的歌手同名专辑中。
《莫名》是列侬在这张专辑中最喜欢的一首歌。麦卡特尼也认为它是哈里森写过的最好的歌。尽管这首歌是哈里森写的，不过弗兰克·西纳特拉却曾表示它是他本人最喜欢的列侬-麦卡特尼二人组作品并称它是“史上最伟大的情歌”。列侬在录音中负责钢琴部分。但最终大部分都被剪掉，仅在最终剪辑中留下一点痕迹，其中以副歌与主歌间过渡段中的尤为明显。
在早期录制的Demo中，中间段落的歌词为：
“You know I love that
你知道她是我的爱
And I need her all the time
我一直都需要着你
You know I'm telling you
你知道我要告诉你
That one I wanna know make me blue
你就是那个让我忧郁的人”
这个Demo收录在Anthology 3 和 Abbey Road豪华版中，其中后者为双声道，并且有列侬的钢琴伴奏。
这首歌后来与《团结》一起作为双A面单曲于1969年10月发行，并在美国榜单登顶，成为披头士首支不是由列侬-麦卡特尼二人组创作的冠军单曲，也是披头士首支专辑后续单曲。苹果唱片的尼尔·阿斯皮纳尔为这首歌拍了一支PV，其中有乐队各个成员与他们太太在一起的镜头。

#### 《麦克斯韦尔的银锤》
《麦克斯韦尔的银锤》是专辑中出现的第一首由麦卡特尼写的歌，在《顺其自然》时期就已开始试录（可以在顺其自然同名纪录片中见到相关场景）。他在乐队1968年印度之行后写的这首歌，并想在白色专辑期间录制这首歌。但其他的成员由于“过于复杂”并没有接受这首歌。
由于麦卡特尼对于完美的苛求让其他成员感到困扰，乐队成员在录音期间气氛非常紧张。这首歌是列侬遭遇车祸后第一首收到邀请一起制作的歌，不过由于对于它的厌恶，他并没有接受。根据工程师杰夫·埃默里克的回忆，列侬曾说这首歌“更像是保罗给老奶奶写的歌”，并离开了录制现场。他与小野一起共度了两周，直到7月21日录制《团结》的背景音轨时才回到录音室。哈里森也对这首歌感到厌烦，补充道：“我们不得不一遍遍的演奏直到保罗满意了为止。实在太拖沓了。”斯塔尔对这首歌的态度则更为平和。他这样说：“它确实是写给老奶奶的歌，不过我们在专辑里也确实需要这种东西，来让更多人听它。”背景中的铁锤敲铁砧的声音是斯塔尔演奏的。麦卡特尼还在这首歌中演奏了哈里森的穆格合成器。

#### 《哦！亲爱的》
麦卡特尼仿照弗兰克·扎帕的风格写了这首嘟·喔普风格的《哦！亲爱的》。这首歌在《回到过去》时期就已经开始试录。《选集三》中就收录了其中的一个版本。这首歌后来在四月重录，并在七八月间完成加录。
麦卡特尼曾试着一天只录一次主音部分。他后来这么回忆道：“我在一周里每天早早到录音室来自己唱一遍，因为我的声音太清脆了，而我想要的却是那种在舞台上唱了整整一周之后的那种（声嘶力竭的）效果。”列侬认为这首歌更像他的风格，因而曾想担任这首歌的主唱。

#### 《章鱼花园》
披头四大多数专辑有一个惯例，史達会担任其中一首歌的主唱。《章鱼花园》是他第二首也是最后一首发行在乐队专辑中的个人作品。作品的灵感来自于林哥在白色专辑制作期间与家人乘演员彼得·塞勒斯的游艇在撒丁岛度假时的一段经历。史達完成了这首歌几乎全部的作曲以及歌词创作工作，虽然这首歌的旋律结构部分是由哈里森在录音室写就的。二人之后在史達的个人单曲《来之不易》、《回去跳布加洛舞》以及《照片》也有合作。

#### 《我要你（她这么美妙）》

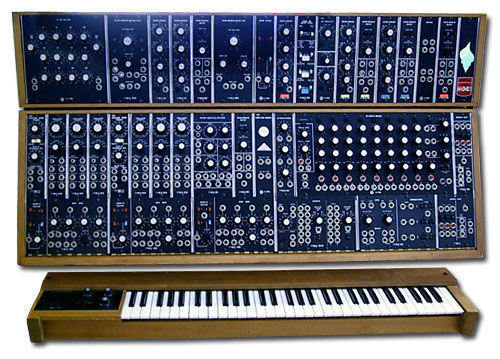
约翰·列侬用了穆格合成器中的白噪声发生器来创造歌曲末尾的“风声” 。

列侬在《我要你（她这么美妙）》中表达了他与小野间的亲密关系，而他也刻意让歌词直接浅显。有的学者认为这首歌非同寻常的长度与结构、吉他重复乐段以及白噪声音效都对前卫摇滚有一定影响，同时“我要你”这一部分的结构也可以看到布鲁斯音乐的影子。
最终的成品是两次试录的混录产物。首次试录是在1969年2月《回来/顺其自然》结束不久之后与普雷斯顿一起录制的。第二次则是在4月份《艾比路》录制期间完成的。两部分加在一起长度将近8分钟，是披头四第二长的歌曲。列侬在歌曲的第二部分用哈里森的穆格合成器中的白噪声发生器创造“风声”的音效。在最终的剪辑中，藍侬告诉埃默里克在7分44秒处裁剪，来在《艾比路》第一面结尾处创造戛然而止的效果（在原始母带中之后还有一段20秒钟的伴奏）。这首歌最终的混音与剪辑是在1969年8月20日完成的，这也是披头四四人最后一次一起在录音室里工作。

### 第二面

#### 《阳光照来》
《阳光照来》是哈里森在埃里克·克莱普顿位于萨里郡的花园中写的。哈里森当时经过了乐队紧张的事务会谈后正在那里休假。基底音轨是在1969年7月7日录制的。哈里森负责主唱以及原声吉他部分。麦卡特尼负责伴唱以及贝斯。斯塔尔负责鼓声部分。列侬当时还未从车祸中痊愈，因而没有参与这首歌。马丁做了管弦乐部分，并在最终混音之前于8月19日叠录了穆格合成器部分。
尽管并没有发行为单曲，这首歌还是吸引了大量关注以及乐评界的赞赏。在BBC Radio 4的“荒岛唱片”节目中，它曾被桑迪·肖、杰里·斯普林格、鲍里斯·约翰逊以及伊蓮·佩姬等人选中。马丁·奇尔顿曾在《每日电讯报》中表示人们“几乎不可能不跟着唱这首歌”。而在披头士发行过的唱片2010年登陆iTunes Store后，这首歌曾在2010年年榜中位列第56位。
哈里森曾为这首歌录了一段吉他独奏。但最终混音并没有用到这段独奏。这段录音在2012年重新被发掘。纪录片《乔治·哈里森：生活在物质世界》中曾出现马丁与哈里森的儿子达尼一起听这段录音的场景。

#### 《因为》
《因为》这首歌源于列侬听小野弹奏贝多芬的月光奏鸣曲时的一段经历。他后来是这么回忆当时的情形的：“（我）正躺在我们家的沙发上，听着洋子弹琴……突然，我说：‘能把那些和弦倒着弹嗎’她这样做了。而我就依照它们写了《因为》。”这首歌中有藍侬、麦卡尼以及哈里森三人的和声。他们又各录了三次。最终的混音是由九条音轨合成的。乐队认为其中的人声部分是他们完成过的最为困难也是最为复杂的片段之一。哈里森在其中负责穆格合成器部分，而马丁则在开头部分演奏了大键琴。

#### 组曲

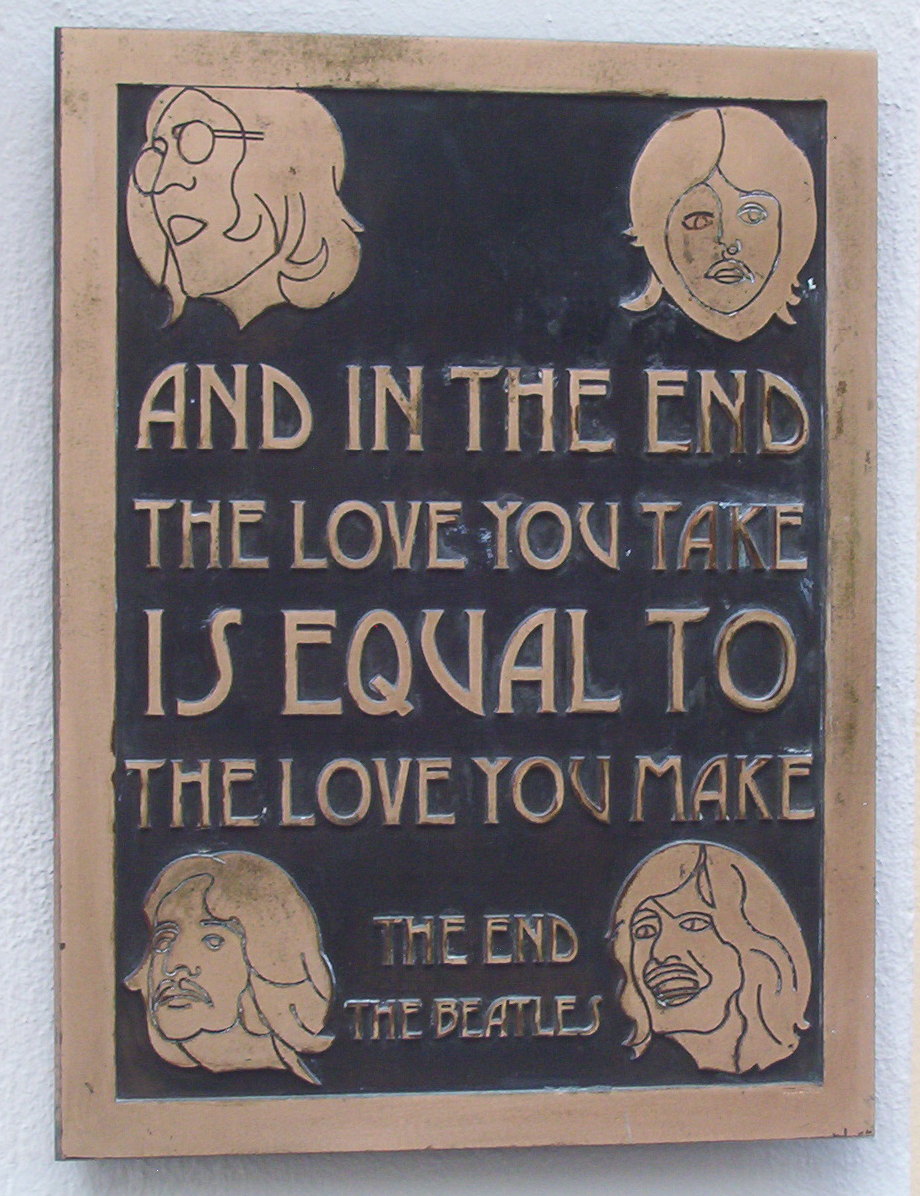
第二面的混合曲最终以《最后》结尾。

第二面有一首长达16分钟由八首短歌组成的混合曲。这首歌是在七八月间录制，并由麦卡特尼与马丁混制成套曲。其中一些歌是在白色专辑与《回到过去/顺其自然》制作期间写作并录制了小样。它们后来在《选集三》也有出现。虽然是麦卡特尼提出的制作混合曲的点子，但结构还是归功于马丁。他“想让约翰与保罗对待他们的音乐更认真些”。
第一首组曲为开头的《你从没给过我钱》。麦卡特尼曾说这首歌源于艾伦·克莱因与乐队的纠纷和对乐队的食言。不过有的学者则怀疑这个说法：这首歌是5月6日录制的。此时，克莱因与麦卡特尼还没有彻底撕破脸。这首歌是由不同风格的部分组成的套曲，开始时是钢琴主导的叙事曲，最后以吉他演奏的琶音结尾。哈里森与列侬在其中都有吉他独奏部分，而歌曲最后一段的吉他独奏是列侬演奏的。有的学者认为这是列侬最好的吉他独奏之一。
紧接其后的是列侬写的《太阳王》，其中也有类似《因为》中的列侬、麦卡特尼以及哈里森三人的和声。随后是列侬在披头士1968年印度之行时写的《吝啬的芥末先生》以及《塑料潘》。这之后则是麦卡特尼写的四首歌《她从浴室窗户闯进》（来自麦卡特尼本人居所被歌迷从浴室窗户闯进的遭遇）、《黄金梦乡》（基于由17世纪英国作家汤马斯·德克的一首诗）、《承受其重》（其中再现了《你从没给过我钱》的部分元素，并有乐队四人的合唱）以及收尾的《最后》。
《最后》中有披头士仅有的一段斯塔尔的鼓声独奏（鼓声由两条音轨混音而成以形成“真实的立体声”，不像之前专辑中那样强行或放左或放右）。这首歌54秒的前奏是18小节的主音吉他演奏：前两个小节由麦卡特尼演奏，中间两个由哈里森，后两个则是由列侬演奏，依此循环。哈里森提出了吉他独奏的点子，列侬则决定交替独奏，而麦卡特尼则被选中起头演奏。尽管此前曾有一次试录，但独奏部分最终还是现场录制的。在列侬结束第三次也是最后一次独奏后，最后一部分的钢琴和弦切入。这首歌最终以一句“而最后，你所得到的爱正是你所付出的”。这一部分与第一部分是分开录制的，而麦卡特尼曾要求重录钢琴的片段（最终在8月18日完成）。《选集三》以及2012年数字发行的合集《明天不可知》 中收录有这首歌的另一个版本，其中主音吉他是哈里森。

#### 《女王陛下》
《女王陛下》是麦卡特尼7月2日在乐队其他成员到录音室之前录制的。在混合曲的一个小样中，它被安排在《吝啬的芥末先生》与《塑料潘》之间。但麦卡特尼并不喜欢这种安排，所以他想把这首歌从混合曲中剪掉。专辑的副音频工程师约翰·库兰德曾被指示不要丢掉任何材料，所以在麦卡特尼离开后，他把这首歌放在母带的最后，并留下了20秒的空白。虽然在母带的盒子上写有把《女王陛下》从最终的成品中去掉的要求，但后期处理工程师马尔科姆·戴维斯在第二天收到带子后还是在最终的曲目列表中保留了《女王陛下》。乐队非常喜欢把这首歌放在最后的效果，并同意把它保留在专辑中。
《女王陛下》以《吝啬的芥末先生》最后激烈的和弦开头，收尾时则紧接《塑料潘》。这是由于它在7月30日从混合曲小样中剪去后没有再做处理，就直接出现在最终的专辑母带中。而混合曲后来则重新混音来去掉遗留下的痕迹。
在英美两国发行的原版专辑中，《女王陛下》并没有出现在封套或是标签中，成为了隐藏曲目。在1987年发行的重灌再版专辑中，这首歌作为第17首歌出现在了内封及盘面上。在2009年发行的重灌再版专辑中，它也出现了专辑的封套、小册子及盘面上。不过在2012年发行的黑胶再版中，它还是没有被列在封套或是标签中。

### 未收录素材
在《我要你（她如此美妙）》录制完三天后，哈里森录制了《万物必将消逝》（后来成了他个人专辑的标题曲）、《莫名》以及《旧褐鞋》的独唱小样。乐队后来在1969年4月重录了第三首并将它作为转月发行的《约翰与洋子之歌》的B面曲。这三个小样后来在《选集三》中都有收录。
在混合曲录制期间，麦卡特尼还录制了首《来拿它》，并演奏了其中的所有乐器。人们原本认为他这是给其他艺人录制的小样，不过麦卡特尼后来表示他原本想把这首歌收入《艾比路》 。这首歌后来被坏手指乐队翻唱，而麦卡特尼自己的录音则收录在《选集三》中。
麦卡特尼给苹果公司旗下歌手Mary Hopkin写了一首《Goodbye》，这首曲子没有在乐队内真正录制，在家中录制的Demo目前已在2019年的Abbey Raod豪华版发行
《莫名》的原始背景音轨中有一段钢琴尾声，而《你从没给过我钱》最后还有一段快节奏的即兴演奏。这些内容都在一些私制唱片中有所收录。

## 后期制作

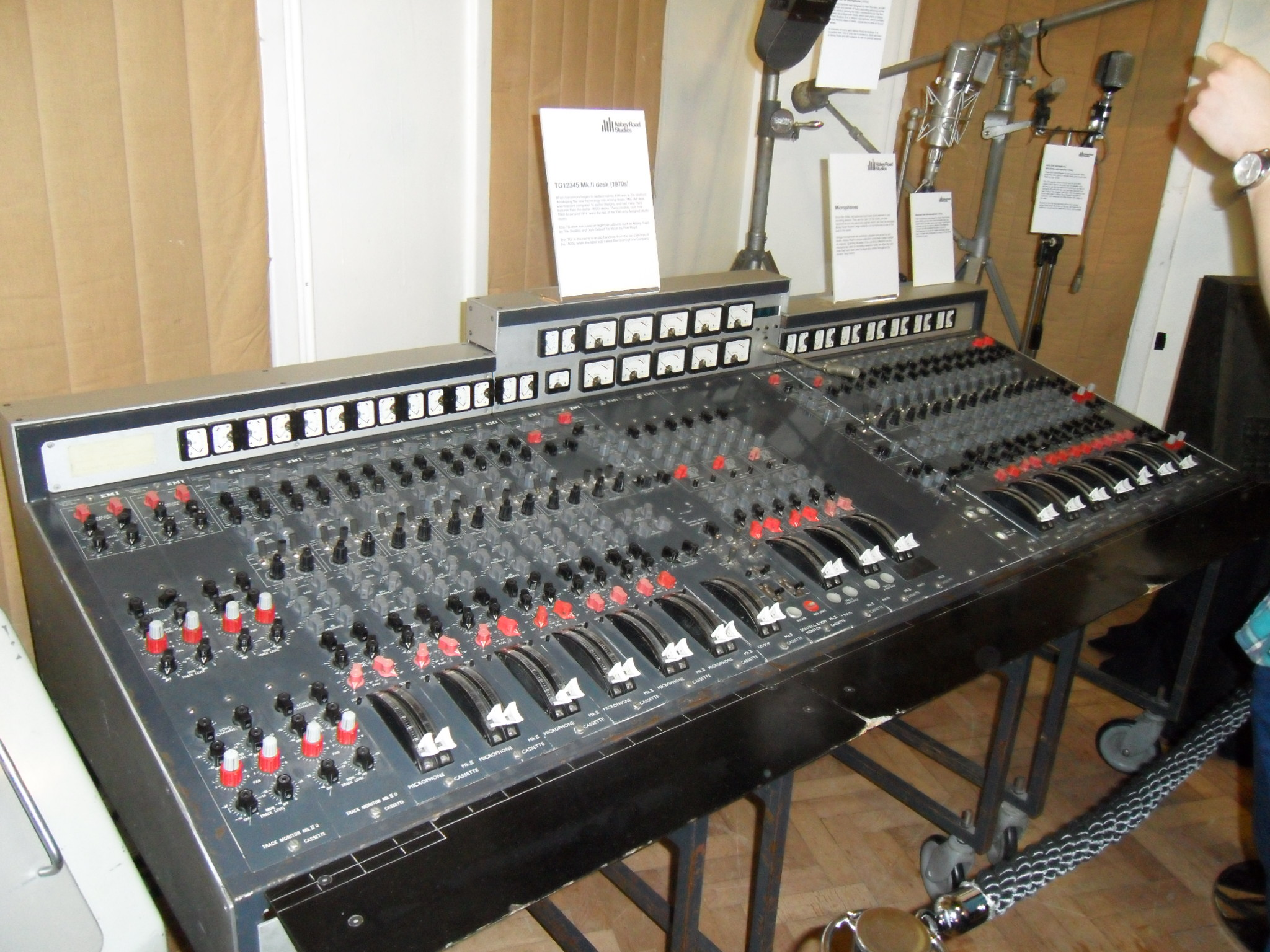
《艾比路》后期制作时用到的EMI TG调音台

《艾比路》使用八轨盤式錄音帶录音。披头四此前的专辑都是使用四轨磁带机录音。并且《艾比路》还是首张没有发行单声道版本的专辑。这张专辑的配器常常出现穆格合成器。乐队成员在演奏吉他时还常用到莱思丽扬声器。其中穆格合成器不仅用于合成背景音效，有时还会扮演重要的角色（比如《因为》中的过渡段），在《马克斯韦尔的银锤》以及《阳光照来》中也有用到。这件乐器是由哈里森引入的。他在1968年11月购置了一台，之后用于制作个人专辑电子之声中。史達也在《艾比路》中大量使用了筒鼓，他后来觉得这张专辑是“筒鼓的狂欢……我对筒鼓着了魔。”
《艾比路》还是披头四唯一一张全部使用固态晶体管调音台，EMI TG12345，的专辑。此前的专辑使用的是基于真空管的EMI REDD调音台。TG调音台对于八轨录音支持得更为完善，令乐队可以大量使用加录技巧。埃默里克后来说用于录音的TG调音台在每个声道上都分别有限幅器与压缩器，最终出来的声音要比早前用真空管的调音台出来的要“柔和些”。
担任这张专辑的副工程师的亚伦·派森当时19岁。他后来成为了平克·弗洛伊德具有里程碑意义的专辑《月之暗面》的工程师。他个人以及亚伦·派森计划制作了许多张脍炙人口的专辑。库兰德也在录制过程中多有协力。他后来也成了一位成功的工程师与制作人，尤以魔戒电影三部曲的配乐闻名于世。

## 專輯封面
《艾比路》的封面由苹果唱片创意总监科什设计。在英国发行的原版专辑的封套中，封面上既没有专辑的也没有乐队的名字，尽管EMI方面曾声明如果没有这些信息将不会发售这张唱片。这也是出自于科什的意见。他觉得：“我们并没必要在封面写上乐队的名字……他们已经是世界上最有名的乐队了。”

### 设计与拍摄

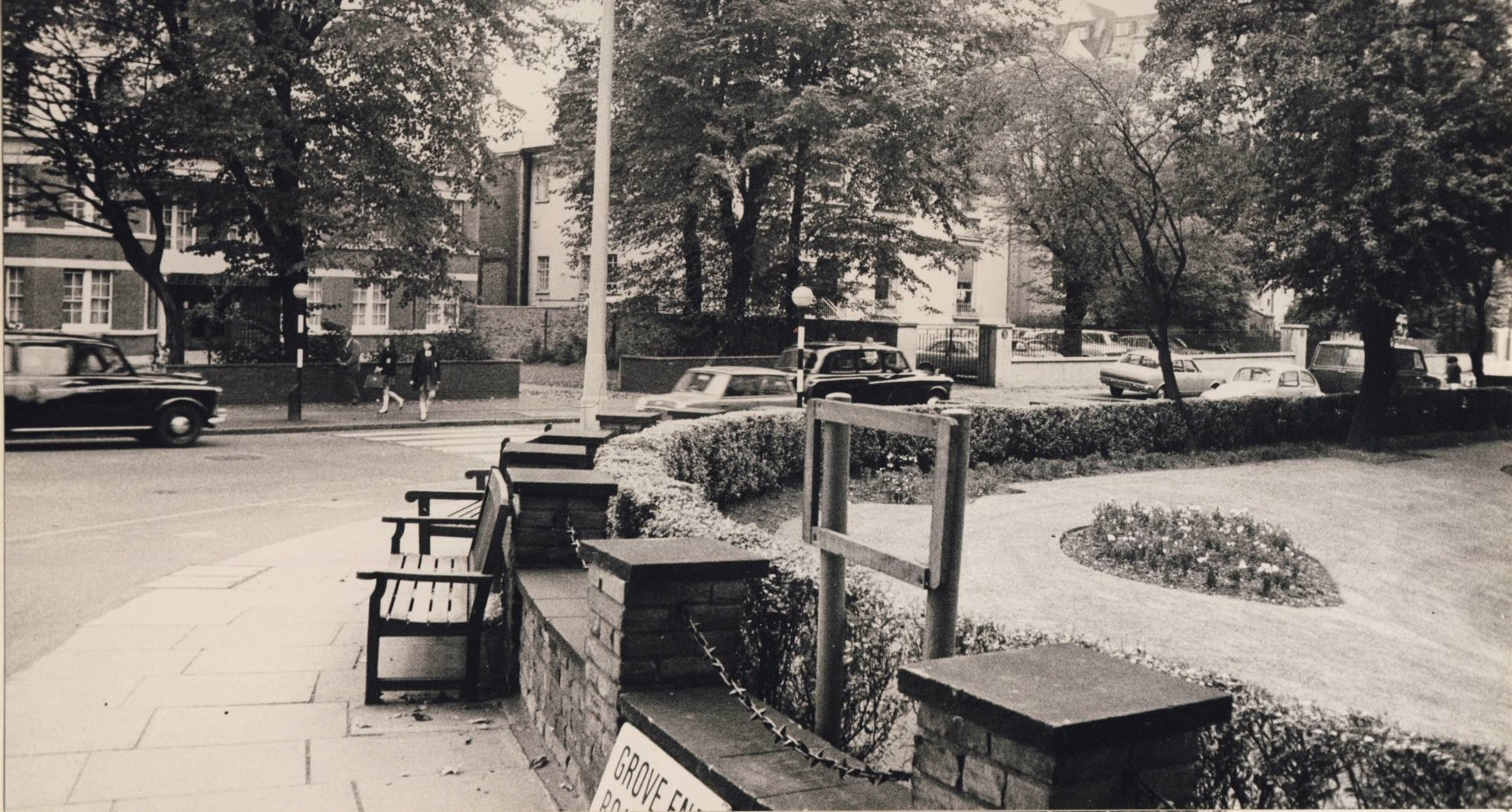
1969年时的封面摄影地，背景中的建筑即EMI录音室。

专辑的封面是乐队四人走过斑马线时的侧面照。这个设计是基于麦卡尼的构想。封面于1969年8月8日在艾比路的EMI录音室外拍摄。封面是在那天上午的11:35左右拍摄的。伊恩·麦克米伦当时只有10分钟的时间拍摄封面。他当时站在梯凳上拍了六张照片。警察则在其身后组织交通。麦卡特尼后来用放大镜从麦克米伦摄制的相片仔细挑选，选择用在封套上的那些张。
在麦卡尼选择的相片中，乐队站成单列从左到右走过路口。其中藍侬领头，后续依此是史達、麦卡尼以及哈里森。麦卡尼光着脚，并且与其他成员步调并不一致。除了哈里森外，其他成员都穿着由汤米·纳特设计的正装。在图片的左侧斑马线旁停着一辆大众甲壳虫。它属于录音室对面的公寓的一位住户。在专辑发行后，这辆车的号牌（LMW 281F）常遭盗窃。后来，这辆甲壳虫在1986年以£2530的价格出售，后来又在2001年时于德国的一家博物馆中展出。此外，还有一位美国游客站在右侧人行道上。他直到几个月后专辑发售时才知道他被拍到了。在原版的封面中，麦卡尼手中还有支香烟。2003年，几家美国海报公司在未经苹果唱片或麦卡尼本人许可的情况下即将这支香烟抹去了。
而在专辑发售后不久，这张封面也成了“保罗已死”的作证之一。这个谣言在美国大学校园中流传甚广。依据这一谣言信徒所说，《艾比路》的封面描绘的是披头四四人从墓地走出来时的葬礼队列。这个队列由藍侬带头。他一身白服，扮演宗教方面的角色。身穿黑服的史達则是葬礼的执行人。与其他人步调不一致的麦卡尼则是光着脚的尸体。身着一身工装服的哈里森则是掘墓人。本身是左利手的麦卡尼却用右手拿着烟，这则是封面中的人是冒充者的例证。而甲壳虫号牌上的序号为28IF。它的意思就是保罗此时应是28岁了，如果（IF）他还活着的话。

### 对后世的影响

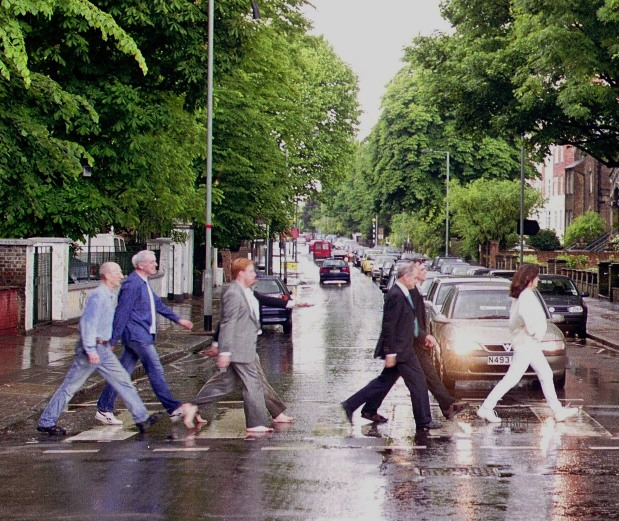
披头四的歌迷非常喜欢模仿《艾比路》的封面。

《艾比路》的封面成为唱片史中最有名也是受到模仿最多的封面之一。那个十字路口也成为了披头四歌迷的圣地。EarthCam公司从2011年起开始对该地做实时的网络直播。2010年12月，这个十字路口更是因为“文化和历史上的重要性”列入二等登录建筑，艾比路录音室则在该年早些时候也受到类似的待遇。2013年，加尔各答警方用这张封面做成交通安全提醒，告诫行人不要乱穿马路，并配上标语：“如果他们可以，为什么你不能？”（"If they can, why can't you?"）此外这张封面也成为音樂人或其它大眾娛樂文化常常模仿或致意的素材。比如台灣樂團五月天、日本樂團南方之星都曾模仿该张封面。保羅·麥卡尼在1993年发行的现场专辑《活的保罗》的封面即改编自这个封面。红辣椒乐队的EP《艾比路E.P.》也戏仿恶搞了这张封面。封面中，几乎全裸的几位乐队成员走过了一条类似的斑马线。不过其中的内容与本张专辑没什么关系。而一些動畫作品比如《辛普森家族》和《Pocoyo》，也都曾戏仿该张封面。

## 乐评界意见

### 同时代评价
《艾比路》起初在乐评界毁誉参半。有些乐评人批判了后期加上的合成音效，并认为音乐缺乏人情味。《泰晤士报》的威廉·曼觉得这张专辑“在那些想要现场音效的人看来不过只是集成淫巧之作”。不过他觉得它“充满音乐上的创新”，并补充道“（其中也有）像《一起来》以及哈里森写的《莫名》这样的佳作。它们在整张如此的专辑中也算是（给人）少许宽慰……第二面相当棒……”《滚石》杂志的埃德·沃德认为这张专辑“不是复杂而是繁乱”。他觉得穆格合成器让乐队的声音“变得空洞虚假”，并且说乐队是在“创造一些不可能在录音室外存在的声响”不过他觉得第二面上的混合曲是乐队自《橡皮灵魂》以来“最令人感动的作品”。《纽约时报》的尼克·科恩则觉得专辑中的歌曲“平淡无奇”。《生活》杂志的阿尔伯特·戈德曼认为《艾比路》并不能“跻身于披头四优秀的专辑之列”，而且尽管其中有一些“可人”的乐句，歌曲间的不间断也令人“啧啧称奇”，第二面的套曲“是披头四走向完结的象征，可以说是对于一些用后即弃的音效做了无微不至的打包处理。”
另一方面，克里斯·韦尔希则在《旋律之神》杂志中这样写道：“事实是，他们最新的专辑就是就是一团天然生成的气体，全无掩饰、引申或是象征……尽管后期制作相对于之前那些盘根错节的（专辑）来讲简单不少，但它依旧极度精致而富于创造性。”《星期日泰晤士报》的德雷克·朱厄尔觉得这张专辑“令人耳目一新地简洁且毫不娇柔做作”。尽管他对于其中“戏仿1920年代的笑话（《马克斯韦尔的银锤》）以及林哥的幼儿园咏叹调（《章鱼花园》）”感到不快，但他认为《艾比路》“相比于他们上一张专辑爬上了更高的山峰”。约翰·门德尔松在写给《滚石》杂志的专稿中称它为“突破性的唱片”，并特别称赞了第二面，将它与《佩珀中士》全张相提并论，并说道“披头四能将看起来数不胜数的音乐片段与信手写就的歌词整合为协调美好的套曲……而它也是”乐队成员“并未失去”这份能力以及他们仍“不停尝试”的“有力证明”。

### 当代评价
| 評論得分          | 評論得分 |
| 來源              | 評分     |
| ----------------- | -------- |
| AllMusic          | [ 115 ]  |
| 《影音俱乐部》    | A        |
| 《前音後果》      | A+       |
| 《每日电讯报》    | [ 118 ]  |
| Down Beat         | [ 119 ]  |
| 《流行音乐百科》' | [ 120 ]  |
| MusicHound        | [ 121 ]  |
| Paste             | 100/100  |
| Pitchfork Media   | 10/10    |
| 《滚石专辑指南》  | [ 124 ]  |

目前有许多乐评人把《艾比路》看作披头四最伟大的专辑。PopMatters杂志的妮科尔·彭谢罗认为它是“一段具有惊人凝聚力音乐，新颖而永恒”。Paste杂志的马克·肯普认为这张专辑“位列披头四最佳作品之中”。《每日电讯报》的尼尔·麦科马克将这张专辑称作是披头四“献给世界的最后一封情书”并对其中“伟大而又现代的声音”大加赞扬，认为它“繁茂、丰富、平顺、堂皇、深情而又十足绚丽”。AllMusic的里奇·翁特贝格尔觉得这张专辑与《胡椒軍曹》一样“设定了概念”但“编排得更好”，并这样写道：“《艾比路》尽管不大好说是不是披头四最好的作品，但论制作尽善尽美以及构造之滴水不漏确是无出其右（《胡椒軍曹》可能是个例外）。”伊恩·麦克唐纳对这张专辑则褒贬兼有。他表示其中几首歌至少一年之前已经写成与第二面的混合曲并不搭。不过，他还是对它的后期制作赞赏有加，并特别称赞了对斯塔尔的低音鼓声的处理。
《艾比路》在几个由乐评人及出版商评选的“史上最佳专辑”的榜单中排名也很靠前。在《时代》杂志2006年评选的史上100佳专辑中，这张专辑即位列其中。2009年，《滚石》杂志的读者将其为披头四最伟大的专辑。在这本杂志2012年评选的500大专辑中，《艾比路》位居第14位。这张专辑也被《离世前必听的1001张专辑》收录其中。其它音樂網站如TimePieces、澳洲的ABC皆將此作品列在百大專輯之中。在由RocklistMusic讀者票選的英國最佳音樂專輯中，《艾比路》位列第12名。

## 商业成绩
《艾比路》在发行后两个月内即卖出400万张。这张专辑更是在英国空降冠军，之后连续卫冕了10周的周冠军直到被滚石乐队的《给它放血》取代。之后，在圣诞周，《艾比路》又夺回周冠并卫冕了5周（前后总计得到17周的周冠）直到《齐柏林II》登顶。它在英国专辑榜上总计在榜81周。
《艾比路》在大西洋另一侧同样收获了商业成绩上的成功。在美国，这张专辑得到了12周的公告牌二百强专辑榜的周榜冠军。。它还是美国国家錄音商品協會遴选的1969年最畅销专辑并且在《公告牌》杂志1970年专辑年榜中位列第四。2001年，《艾比路》获得了12白金的销量认证。这张专辑也成为日本目前在榜时间最长的专辑之一。它在1970年代里在前100榜单中总计在榜298周。
1970年6月，艾伦·克莱因宣布《艾比路》成为披头四在美国最畅销的专辑，总计售出约500万张。这张专辑到了1992年则已售出了900万张。在2010年11月16日开始在iTunes Store发行后一周的时间里，它即跻身九大下载次数最多的专辑之中。它也成为2011年度最畅销的黑胶专辑。它也成为尼尔森SoundScan1991年开始跟踪销量以来首张售出500万张的1960年代专辑。在美国，这张专辑在1970年代末即已售出7177797张。截至2011年，这张专辑则在全世界总计售出超过3100万张，成为乐队最畅销的专辑之一。

## 翻唱版本
《艾比路》中的歌曲一直翻唱不衰。有的歌手甚至翻唱过整张专辑。在专辑发行一个月后，乔治·本森录制了这张专辑的翻唱版本，《艾比路的另一头》。布克爾·T與M.G.'s樂隊在1969年稍晚些的时候录制了《麦克勒莫尔大道》（专辑名是斯塔克斯唱片公司所在地），其中翻唱了《艾比路》许多歌曲，封面也很相像。
除此之外，一些艺人还翻唱过第二面的混合曲的部分或全部，包括菲尔·柯林斯（收录于给马丁/披头四的致敬专辑《在我的一生中》）、弦乐起司事件乐队、跨大西洋以及顽强的D（与费西合唱团的键盘手佩奇·麦康奈尔合作）。由感恩至死乐队前成员鲍勃·维尔以及菲爾·萊什组成的Furthur乐队则在2011年春季巡演期间翻唱了《艾比路》整张专辑。乐队首先在3月4日于巡演起点波士顿演唱了《一起来》，最后在3月15日纽约公演上表演了整套混合曲，并在安可中演唱了《女王陛下》。

## 发行历史
| 发行范围             | 日期           | 厂牌                      | 形式   | 编号            |
| -------------------- | -------------- | ------------------------- | ------ | --------------- |
| 英国                 | 1969年9月26日  | 苹果唱片（Parlophone）    | LP     | PCS 7088        |
| 美国                 | 1969年10月1日  | 苹果唱片、国会唱片        | LP     | SO 383          |
| 日本                 | 1983年5月21日  | 东芝EMI                   | CD     | CP35-3016       |
| 世界范围再版         | 1987年10月10日 | 苹果唱片、Parlophone、EMI | CD     | CDP 7 46446 2   |
| 日本                 | 1998年3月11日  | 东芝EMI                   | CD     | TOCP 51122      |
| 日本                 | 2004年1月21日  | 东芝EMI                   | 重灌LP | TOJP 60142      |
| 世界范围再版         | 2009年9月9日   | 苹果、Parlophone、EMI     | 重灌CD | 0946 3 82468 24 |
| 50周年纪念超级豪华版 | 2019年9月27日  | 苹果、Parlophone、EMI     |        |                 |

《艾比路》自1969年首次发行以来一直在印。原版专辑于当年的9月26日在英国发行，10月1日在美国发行。1978年，国会唱片在美国发行了黑胶再版，CD再版则在1987年发行，2009年又发行了重灌版。重灌版的内页有新加的图片以及注释，首批限定版更收录有一段有关专辑制作的短片。
专辑后来还在2009年发行了黑胶再版。这个版本属于披头四在该年9月发行的珍藏版系列。此外专辑还在2012年发行了重灌LP。
2019年发行了五十周年的超级豪华纪念版。

## 收录曲目
| 第一面 | 第一面                                           | 第一面   | 第一面 |
| 曲序   | 曲目                                             | 主唱     | 时长   |
| ------ | ------------------------------------------------ | -------- | ------ |
| 1.     | Come Together 团结                               | 列侬     | 4:20   |
| 2.     | Something 莫名（乔治·哈里森）                    | 哈里森   | 3:03   |
| 3.     | Maxwell's Silver Hammer 麦克斯韦尔的银锤         | 麦卡特尼 | 3:27   |
| 4.     | Oh! Darling 哦！亲爱的                           | 麦卡特尼 | 3:26   |
| 5.     | Octopus's Garden 章鱼花园（理查德·斯塔基）       | 斯塔尔   | 2:51   |
| 6.     | I Want You (She's So Heavy) 我要你（她如此美妙） | 列侬     | 7:47   |

| 第二面   | 第二面                                                   | 第二面                         | 第二面 |
| 曲序     | 曲目                                                     | 主唱                           | 时长   |
| -------- | -------------------------------------------------------- | ------------------------------ | ------ |
| 1.       | Here Comes the Sun 阳光照来（乔治·哈里森）               | 哈里森                         | 3:05   |
| 2.       | Because 因为                                             | 列侬、麦卡特尼及哈里森         | 2:45   |
| 3.       | You Never Give Me Your Money 你从没给过我钱              | 麦卡特尼                       | 4:02   |
| 4.       | Sun King 太阳王                                          | 列侬与麦卡特尼及哈里森         | 2:26   |
| 5.       | Mean Mr. Mustard 吝啬的芥末先生                          | 列侬                           | 1:06   |
| 6.       | Polythene Pam 塑料潘                                     | 列侬                           | 1:12   |
| 7.       | She Came In Through the Bathroom Window 她从浴室窗户闯进 | 麦卡特尼                       | 1:57   |
| 8.       | Golden Slumbers 黄金梦乡                                 | 麦卡特尼                       | 1:31   |
| 9.       | Carry That Weight 承受其重                               | 麦卡特尼与列侬、哈里森及斯塔尔 | 1:36   |
| 10.      | The End 最后                                             | 麦卡特尼                       | 2:05   |
| 11.      | Her Majesty 女王陛下                                     | 麦卡特尼                       | 0:23   |
| 总时长： | 总时长：                                                 | 总时长：                       | 47:02  |

备注
1. 原版专辑中，《女王陛下》是隐藏曲目。《最后》与《女王陛下》之间有14秒的空白。在后来发行的版本中，这首歌被列入了曲目列表中。
2. 在英美两国发行的一些录音带版本会把《一起来》与《阳光照来》交换次序，来平衡两面的播放时长。[164]

## 主创人员
下列名单是依照马克·路易森、伊恩·麦克唐纳以及巴里·米尔斯等人的描述整理而成。

| 披头士 - 约翰·列侬：主唱，和声，背景人声；旋律、主音以及原声吉他；钢琴与电子琴，哈蒙德管风琴以及穆格合成器；白噪声发生器、其他音效以及打击乐器 - 保罗·麦卡特尼：主唱，和声，背景人声；低音、旋律、主音以及原声吉他；钢琴与电子琴，哈蒙德管风琴以及穆格合成器；其他音效；风铃，鼓掌声以及打击乐器 - 乔治·哈里森：和声以及背景人声；主音，旋律以及原声吉他；贝斯（《马克斯韦尔的银锤》与《黄金梦乡/承受其重》）；哈蒙德管风琴，簧风琴以及穆格合成器；鼓掌声以及打击乐器；主唱（《莫名》与《阳光照来》） - 林戈·斯塔尔：鼓及其他打击乐器；《马克斯韦尔的银锤》中的铁砧声；背景人声；主唱（《章鱼花园》） 其他音乐家 - 乔治·马丁：钢琴，大键琴，管风琴以及簧风琴；打击乐器 - 比利·普雷斯顿：哈蒙德管风琴（《莫名》与《我要你（她如此美妙）》） | 后期制作 - 《莫名》与《阳光照来》的管弦配乐：乔治·马丁（乔治·哈里森协力） - 《黄金梦乡》、《承受其重》及《最后》的管弦配乐：乔治·马丁（保罗·麦卡特尼协力） - 制作人：乔治·马丁（披头士协力） - 音频工程师：杰夫·埃默里克与菲尔·麦克唐纳 - 副工程师：亚伦·派森 - 混音：杰夫·埃默里克、菲尔·麦克唐纳以及乔治·马丁（披头士协力） - 穆格合成器编程：迈克·维克斯 |

## 榜单成绩

### 周榜
| 榜单                     | 最高排名 |
| ------------------------ | -------- |
| 澳大利亚肯特音乐报道榜   | 1        |
| 加拿大《》专辑榜         | 1        |
| 荷兰Mega专辑榜           | 1        |
| 日本Oricon专辑榜         | 3        |
| 挪威世界之路专辑榜       | 1        |
| 瑞典专辑榜               | 1        |
| 西班牙专辑榜             | 1        |
| 英国专辑榜               | 1        |
| 美国《告示牌百强單曲榜》 | 1        |
| 西德媒体控制专辑榜       | 1        |

| 榜单             | 最高排名 |
| ---------------- | -------- |
| 日本Oricon专辑榜 | 6        |
| 英国专辑榜       | 30       |

| 榜单                   | 最高排名 |
| ---------------------- | -------- |
| 澳大利亚专辑榜         | 12       |
| 奥地利专辑榜           | 36       |
| 比利时专辑榜（佛兰德） | 20       |
| 比利时专辑榜（瓦隆）   | 28       |
| 丹麦专辑榜             | 18       |
| 芬兰专辑榜             | 12       |
| 德国专辑榜             | 41       |
| 意大利专辑榜           | 7        |
| 日本Oricon专辑榜       | 12       |
| 墨西哥专辑榜           | 8        |
| 葡萄牙专辑榜           | 4        |
| 西班牙专辑榜           | 13       |
| 瑞典专辑榜             | 6        |
| 瑞士专辑榜             | 28       |
| 新西兰专辑榜           | 8        |
| 英国专辑榜             | 6        |
| 美国公告牌综合专辑榜   | 3        |

| 榜单（1969年）     | 排名 |
| ------------------ | ---- |
| 澳大利亚专辑榜     | 3    |
| 英国专辑榜         | 1    |
| 榜单（1970年）     | 排名 |
| 澳大利亚专辑榜     | 7    |
| 英国专辑榜         | 7    |
| 美国公告牌年终榜单 | 4    |
| 榜单（2009年）     | 排名 |
| 意大利专辑榜       | 147  |

| 榜单（1960年代） | 排名 |
| ---------------- | ---- |
| 英国专辑榜       | 4    |
| 榜单（1970年代） | 排名 |
| 日本Oricon专辑榜 | 22   |

## 銷量認證
| 地區                                  | 认证     | 认证单位/销量 |
| ------------------------------------- | -------- | ------------- |
| 阿根廷（阿根廷音像製品協會）          | 钻石     | 500,000^      |
| 澳大利亚（澳大利亚唱片业协会）        | 3× 白金  | 210,000^      |
| 加拿大（加拿大音乐协会）              | 钻石     | 1,000,000^    |
| 法国（法國唱片出版業公會）            | 2× 金    | 729,800       |
| 德国（聯邦音樂產業協會）              | 白金     | 500,000^      |
| 意大利（意大利音乐产业联盟）          | 金       | 30,000*       |
| 日本                                  | —        | 655,000       |
| 新西兰（新西兰唱片音乐协会）          | 5× 白金  | 75,000^       |
| 英国（英国唱片业协会）                | 2× 白金  | 600,000^      |
| 美国（美國唱片業協會）                | 12× 白金 | 12,000,000^   |
| *僅含認證的實際銷量 ^僅含認證的出貨量 |          |               |

†英国唱片业协会自1994年起只以销量为准做销量认证。

## 脚注

### 引注
1. ↑  . 正东音乐制品贸易. 京东.   [2022-07-23]. （原始内容存档于2022-07-23） （中文）.
2. ↑  . 環球音樂. 博客來.   [2022-07-23]. （原始内容存档于2022-07-23） （中文）.
3. ↑  MacDonald 1997，第300: the last album recorded by the Beatles; 322: the Beatles dissolved in April 1970頁.
4. 1 2  Pensiero, Nicole. . PopMatters. 2004-03-23  [2014-02-08]. （原始内容存档于2017-09-19）.
5. ↑  James E. Perone. . : 215.
6. ↑  Buckley 2003，第83頁.
7. 1 2  Miles 1997，第552頁.
8. 1 2 3  MacDonald 1997，第300頁.
9. ↑  MacDonald 1997，第302, 304頁.
10. ↑  MacDonald 1997，第308, 310頁.
11. 1 2  MacDonald 1997，第320頁.
12. 1 2  MacDonald 1997，第322頁.
13. 1 2 3 4 5 6  MacDonald 1997，第321頁.
14. 1 2  MacFarlane 2007，第23頁.
15. ↑  Miles 1997，第551頁.
16. ↑  Stark 2009，第307頁.
17. ↑  Wenner & Lennon 2001，第89頁.
18. ↑  Johnny Dean. 翻譯：平林祥、新井崇嗣、上西園誠 , 编.  . . 2005年11月28日: 228–231頁. ISBN 978-484-561-253-6 （日语）.
19. ↑  . Rolling Stone.   [2012年11月29日]. （原始内容存档于2018年6月17日） （英语）.
20. 1 2 3  . Rolling Stone. 2011-09-19  [2014-02-04]. （原始内容存档于2014-01-22）.
21. ↑  Urish 2007，第11頁.
22. ↑  Rodriguez 2010，第1, 73頁.
23. 1 2  Miles 1997，第559頁.
24. ↑  Miles 1997，第561頁.
25. ↑  Urish 2007，第12頁.
26. ↑  Miles 1997，第574頁.
27. 1 2  MacDonald 1997，第314頁.
28. ↑  Wardlaw, Matt. . Classic Rock Magazine. 2011-05-10  [2014-02-06]. （原始内容存档于2014-03-04）.
29. 1 2  Gould 2008，第575頁.
30. ↑  MacDonald 1997，第315頁.
31. ↑  Wenner & Lennon 2001，第90頁.
32. ↑  Wallgren 1982，第57頁.
33. ↑  George Martin.  (音像媒体说明). The Beatles. Parlophone. 0946-3-79808-2-8.
34. ↑  Gould 2008，第576頁.
35. 1 2 3  Everett 1999，第249頁.
36. ↑  MacDonald 1997，第305–306頁.
37. ↑  Abowitz, Richard. . Los Angeles Times. 2006-12-13  [2007-11-20]. （原始内容存档于2006-12-17）. |deadurl=和|dead-url=只需其一 (帮助)
38. ↑  . BBC News. 2001-11-30. （原始内容存档于2008-03-03）.
39. ↑  MacDonald 1997，第412頁.
40. ↑  MacDonald 1997，第201頁.
41. ↑  Kozinn, Allan. . New York Times. 2008-03-24  [2012-02-15]. （原始内容存档于2014-04-06）.
42. 1 2  MacDonald 1997，第313頁.
43. 1 2  Emerick & Massey 2006，第281頁.
44. 1 2  Lewisohn 1988，第179頁.
45. 1 2  MacDonald 1997，第307頁.
46. ↑  John Lennon.  (CD). Disc 2, track 9, 3:28: Apple Records. 7423-8-34451-2-7. Just heard that Yoko's divorce has gone through
47. ↑  Beatles 2000，第339頁.
48. ↑  Sheff 2000，第203頁.
49. ↑  MacDonald 1997，第307–308頁.
50. ↑  Spizer 2005，第293, 297, 303頁.
51. ↑  Wenner & Lennon 2001，第83頁.
52. ↑  Maginnis, Tom. . AllMusic.   [2014-02-05]. （原始内容存档于2013-09-07）.
53. ↑  MacDonald 1997，第301頁.
54. 1 2  Lewisohn 1988，第178頁.
55. ↑  Gaar, Gillian. . Triumph Books. 2013: 77. ISBN 978-1-62368-202-6.
56. 1 2  MacDonald 1997，第312頁.
57. ↑  . BBC Radio 4.   [2014-02-08]. （原始内容存档于2014-04-24）.
58. ↑  Chilton, Martin. . Daily Telegraph. 2013-07-18. （原始内容存档于2014-05-20）.
59. 1 2  . Bloomberg. 2010-11-24  [2014-02-06]. （原始内容存档于2014-02-22）.
60. ↑  Michaels, Sean. . The Guardian. 2012-03-28  [2014-02-05]. （原始内容存档于2014-02-23）.
61. ↑  Sheff 2000，第191頁.
62. ↑  Lewisohn 1988，第183頁.
63. ↑  MacDonald 1997，第318–319頁.
64. ↑  Miles 1997，第556頁.
65. 1 2  MacDonald 1997，第310頁.
66. ↑  Everett 1999，第247頁.
67. ↑  MacDonald 1997，第318, 319頁.
68. ↑  Turner 1994，第198頁.
69. ↑  MacDonald 1997，第311–312頁.
70. 1 2  MacDonald 1997，第317頁.
71. ↑  . AllMusic.   [2014-02-04]. （原始内容存档于2013-10-24）.
72. 1 2  MacDonald 1997，第311頁.
73. ↑   (音像媒体说明). Apple Records. 1969. PCS 7088.
74. ↑   (音像媒体说明). Apple Records. 1987. CDP 7 46446 2.
75. ↑   (音像媒体说明). Apple Records. 2009. 94638-24682. （原始内容存档于2014-03-04）.
76. ↑   (音像媒体说明). Apple Records. 2012. EAS-80560. （原始内容存档于2014-03-28）.
77. ↑  MacDonald 1997，第302, 305頁.
78. ↑  MacDonald 1997，第305, 447頁.
79. ↑  Lewisohn 1988，第182頁.
80. ↑  MacDonald 1997，第318頁.
81. ↑  Gallucci, Michael. . Classic Rock Magazine.   [2014-02-19]. （原始内容存档于2014-04-08）.
82. ↑  Sulpy, Doug; Chen, Ed. . rec.music.beatles. 1990–1994  [2014-02-19]. （原始内容存档于2014-04-07）.
83. ↑  Inglis, Sam. . Sound on Sound. October 2009  [2014-02-03]. （原始内容存档于2014-04-01）.
84. ↑  Everett 1999，第245頁.
85. ↑  Lawrence, Alistair; Martin, George. . Bloomsbury Publishing. 2012: 236. ISBN 978-1-4088-3241-7.
86. ↑  Gottlieb 2010，第104頁.
87. ↑  Gottlieb 2010，第105頁.
88. ↑  . Ultimate Guitar. 2011-08-03  [2014-02-05]. （原始内容存档于2014-04-21）.
89. ↑  . studioexpresso.   [2014-02-06]. （原始内容存档于2013-02-01）.
90. 1 2 3 4  Pollard, Lawrence. . BBC News. 2009-08-07  [2014-02-04]. （原始内容存档于2021-10-20）.
91. ↑  Lewisohn 1992，第328–329頁.
92. ↑  Etherington-Smith, Meredith. . The Independent (London). 1992-08-18  [2010-04-23]. （原始内容存档于2014-03-14）.
93. ↑  McNichol, Tom. . The Guardian (London). 1989-08-09. （原始内容存档于2012-11-12）.
94. ↑  Rubin, Judith. . Live Design. 2001-03-16. （原始内容存档于2013-11-11）.
95. 1 2  DeYoung, Bill. . TCPalm. 2016-06-07. （原始内容存档于2014-03-30）.
96. ↑  . BBC News. 2003-01-21  [2014-12-25]. （原始内容存档于2017-09-03）.
97. ↑  MacDonald 1997，第273頁.
98. ↑  Scott, Jane. . The Plain Dealer (Cleveland, Ohio). 1969-10-24.
99. ↑  Landau, Joel. . New York Daily News. 2014-09-04  [2017-05-15]. （原始内容存档于2020-10-26）.
100. ↑  . BBC News. 2010-12-22  [2014-02-06]. （原始内容存档于2011-07-20）.
101. ↑  . Financial Express. 2013-02-18  [2013-02-20]. （原始内容存档于2014-01-03）.
102. ↑  . Mid Day. 2013-02-19  [2013-02-20]. （原始内容存档于2013-10-02）.
103. ↑  簡竹君. . 蘋果日報. 2004年11月27日  [2012年11月29日].
104. ↑  . Rocknroll.iza. 2008年8月31日  [2012年11月29日].[永久]
105. 1 2  Miss Cellania. . mentalfloss.com. 2008年3月20日  [2012年11月29日]. （原始内容存档于2009年8月15日）.
106. ↑  Cooney, Caroline. . grammy.com. 2012-04-06  [2014-02-04]. （原始内容存档于2014-02-21）.
107. ↑  . AllMusic.   [2014-02-06]. （原始内容存档于2013-08-28）.
108. ↑  Gould 2008，第593頁.
109. 1 2 3  Stark 2009，第308頁.
110. 1 2  Fricke, David (2003). "Road to Nowhere". In Mojo: The Beatles' Final Years Special Edition. London: Emap. p. 112.
111. ↑  Cohn, Nik. . The New York Times. 1969-10-05. Hi Fi and Recordings section, p. HF13  [2013-03-04]. （原始内容存档于2014-04-21）.
112. ↑  Goldman, Albert. . Life (Chicago: Time Inc). 1969-11-21: 22  [2013-02-25].
113. ↑  Welch, Chris. . Melody Maker. 1969-09-27. Available at Rock's Backpages （页面存档备份，存于） (subscription required).
114. ↑  Mendelsohn, John. . Rolling Stone (New York). 1969-11-15  [2013-02-25]. （原始内容存档于2014-04-21）.
115. 1 2  Unterberger, Richie. . AllMusic. Rovi Corporation].   [2011-11-18]. （原始内容存档于2011-08-21）.
116. ↑  Klosterman, Chuck. . The A.V. Club (Chicago). 2009-09-08  [2013-05-26]. （原始内容存档于2013-05-26）.
117. ↑  Album Review: The Beatles – Abbey Road [Remastered] « Consequence of Sound 的存檔，存档日期2014-04-21.
118. 1 2  McCormick, Neil. . The Daily Telegraph (London). 2009-09-08. （原始内容存档于2012-11-06）.
119. ↑  . Down Beat (Chicago). 1970-01-22  [2012-12-22]. （原始内容存档于2012-12-23）.
120. ↑  Larkin 2006，第489頁.
121. ↑  Graff, Gary; Durchholz, Daniel (eds). . Farmington Hills, MI: Visible Ink Press. 1999: 87–88. ISBN 1-57859-061-2.
122. 1 2  Kemp, Mark. . 2009-09-08  [2013-01-06]. （原始内容存档于2013-10-23）.
123. ↑  Richardson, Mark. . Pitchfork Media. 2009-09-10  [2013-02-25]. （原始内容存档于2014-05-02）.
124. ↑  The Beatles | Album Guide | Rolling Stone Music 的存檔，存档日期2014-04-04.
125. ↑  Roberts 2011，第80頁.
126. 1 2  . Rolling Stone.   [2010-10-11]. （原始内容存档于2014-03-20）.
127. ↑  . VH1.   [2007-11-19]. （原始内容存档于2012-10-25）.
128. ↑  . Q.   [2007-11-20]. （原始内容存档于2007-11-26）.
129. ↑  . Time. 2006-11-02  [2007-11-20]. （原始内容存档于2007-11-09）.
130. ↑  . Rolling Stone.   [2007-11-19]. （原始内容存档于2007-11-13）.
131. ↑  . Rolling Stone.   [2012-06-12]. （原始内容存档于2012-07-18）.
132. ↑  Robert Dimery; Michael Lydon. . Universe. 2006-02-07. ISBN 0-7893-1371-5.
133. ↑  . TimePieces.   [2012年11月29日]. （原始内容存档于2012年10月25日）.
134. ↑  . 澳洲廣播公司.   [2012年11月29日]. （原始内容存档于2006-12-05）.
135. ↑  . RocklistMusic. 2008年5月  [2012年11月29日]. （原始内容存档于2012年10月24日）.
136. 1 2  Everett 1999，第271頁.
137. ↑  . Official Chart Company.   [2014-02-07]. （原始内容存档于2012-11-01）.
138. ↑  . Official Chart Company.   [2014-02-07]. （原始内容存档于2012-11-01）.
139. ↑  . The Guardian.   [2014-02-07]. （原始内容存档于2014-05-27）.
140. ↑  Schaffner, Nicholas. . McGraw-Hill. 1978: 216. ISBN 978-0-07-055087-2.
141. ↑  . Billboard. 1971-03-06: N27.
142. ↑  . RIAA. February 2001  [2014-02-05]. （原始内容存档于2014-02-21）.
143. 1 2 3 4 5  . Roppongi, Tokyo: Oricon Entertainment. 2006. ISBN 978-4-87131-077-2.
144. ↑  Dove, Ian. . Billboard (Nielsen Business Media, Inc.). 1970-06-06: 1  [2014-02-06].
145. ↑  Leopold, Todd. . CNN. 2014-01-31  [2014-02-06]. （原始内容存档于2014-02-22）.
146. ↑  Grein, Paul. . Yahoo Music.   [2014-02-19]. （原始内容存档于2014-03-04）.
147. ↑  . Deconstructing Pop Culture by David Kronemyer. 2009-04-29  [2015-07-11]. （原始内容存档于2016-03-06）.
148. ↑  . Euronews. 2011-09-26  [2016-05-14]. （原始内容存档于2012-11-03）.
149. ↑  . AllMusic.   [2014-02-06]. （原始内容存档于2013-01-03）.
150. ↑  . AllMusic.   [2014-02-06].
151. ↑  . AllMusic.   [2014-02-04]. （原始内容存档于2013-07-14）.
152. ↑  . The Victoria Advocate. 2001-05-04  [2014-02-06]. （原始内容存档于2021-02-26）.
153. ↑  . AllMusic.   [2014-02-06]. （原始内容存档于2013-08-19）.
154. ↑  . Glide Magazine. 2012-10-11  [2014-02-04]. （原始内容存档于2014-04-21）.
155. ↑  . Glide Magazine. 2011-03-16  [2014-02-04]. （原始内容存档于2014-04-21）.
156. ↑  MacDonald 1997，第410頁.
157. ↑  MacDonald 1997，第411頁.
158. ↑  . AllMusic. 2014-02-17. （原始内容存档于2013-04-08）.
159. ↑  . AllMusic.   [2014-02-17]. （原始内容存档于2013-05-11）.
160. ↑  . AllMusic.   [2014-02-17]. （原始内容存档于2021-03-09）.
161. ↑  . AllMusic.   [2014-02-17]. （原始内容存档于2013-03-07）.
162. ↑  Knopper, Steve. . Rolling Stone. 2012-11-12  [2014-02-17]. （原始内容存档于2014-04-11）.
163. ↑  Sheffield, Rob. . Rolling Stone. 2019-08-08  [2019-11-16]. （原始内容存档于2020-12-05） （美国英语）.
164. ↑  . EMI. TC-PCS 7088. （原始内容 (cassette)存档于2013-11-13）.
165. ↑  Lewisohn 1988.
166. ↑  MacDonald 1997，第300–321頁.
167. ↑  Miles 1997.
168. 1 2 3  Kent, David. . St Ives, NSW: Australian Chart Book. 1993. ISBN 978-0-646-11917-5.
169. ↑  . RPM.   [2012-10-13]. （原始内容存档于2014-05-13）.
170. ↑  . Hung Medien, dutchcharts.nl. MegaCharts.   [2012-10-13]. （原始内容 (ASP)存档于2013-12-24）.
171. ↑  .   [2012-10-13]. （原始内容 (ASP)存档于2014-04-21）.
172. ↑   (PDF). Hitsallertijden.   [2012-10-13]. （原始内容 (PDF)存档于2012-10-14）.
173. ↑  Salaverri, Fernando.  1st. Spain: Fundación Autor-SGAE. September 2005. ISBN 978-84-8048-639-2.
174. 1 2  . Official Charts.   [2016-05-13]. （原始内容存档于2016-05-12）.
175. ↑  . Billboard.   [2016-05-13]. （原始内容存档于2017-12-30）.
176. ↑  . Media Control.   [2012-10-13]. （原始内容 (ASP)存档于2014-07-07）.
177. ↑  . UK Albums Chart.   [2012-10-12]. （原始内容存档于2011-08-25）.
178. ↑  . Australian Recording Industry Association.   [2012-10-13]. （原始内容 (ASP)存档于2013-12-14）.
179. ↑  . Hung Medien.   [2012-10-13]. （原始内容 (ASP)存档于2014-04-21）.
180. ↑  . Hung Medien. Ultratop.   [2012-10-12]. （原始内容 (ASP)存档于2013-10-25）.
181. ↑  . Hung Medien. Ultratop.   [2012-10-12]. （原始内容 (ASP)存档于2012-11-13）.
182. ↑  . danishcharts.com.   [2012-10-12]. （原始内容 (ASP)存档于2014-04-21）.
183. ↑  . Hung Medien.   [2012-10-12]. （原始内容 (ASP)存档于2013-12-25）.
184. ↑  . hitparade.ch.   [2012-10-13]. （原始内容存档于2014-03-21）.
185. ↑  . Hung Medien. Recording Industry Association of New Zealand.   [2012-10-13]. （原始内容 (ASP)存档于2014-03-05）.
186. ↑  . oricon.co.jp. Oricon Style.   [2012-10-14]. （原始内容存档于2013-03-09）.
187. ↑  . mexicancharts.com.   [2012-10-12].[永久]
188. ↑  . Hung Medien.   [2012-10-12]. （原始内容 (ASP)存档于2014-03-04）.
189. ↑  . spanishcharts.com. Hung Medien.   [2012-10-12]. （原始内容 (ASP)存档于2014-04-21）.
190. ↑  .   [2012-10-12]. （原始内容 (ASP)存档于2013-12-25）.
191. ↑  . Hung Medien. Swiss Music Charts.   [2012-10-12]. （原始内容 (ASP)存档于2007-06-15）.
192. ↑  . Hung Medien. Recording Industry Association of New Zealand.   [2012-10-12]. （原始内容 (ASP)存档于2014-04-21）.
193. ↑  Caulfield, Keith. . Billboard.biz.   [2012-10-12]. （原始内容存档于2012-04-17）.
194. 1 2  .   [2007-12-17]. （原始内容存档于2007-12-17）.
195. ↑  . everyhit.com. The Official Charts Company.   [2012-10-12]. （原始内容存档于2009-10-06）.
196. ↑  .   [2012-10-12]. （原始内容存档于2012-10-08）.
197. ↑  . hitparadeitalia.it.   [2012-10-12]. （原始内容存档于2013-09-01）.
198. ↑  . CAPIF.   [2012-09-16]. （原始内容存档于2005-03-18）.
199. ↑   (PDF). Australian Recording Industry Association.   [2012-08-20] （英语）.
200. ↑  . Music Canada.   [2012-08-20] （英语）.
201. ↑  . Syndicat National de l'Édition Phonographique （法语）.
202. ↑  . Infodisc.fr.   [2017-02-19]. （原始内容存档于2020-09-22）.
203. ↑  . Bundesverband Musikindustrie.   [2012-08-20] （德语）.
204. ↑  . Federazione Industria Musicale Italiana.   [2014-10-05] （意大利语）.
205. ↑  . Recorded Music NZ （英语）.
206. ↑  . British Phonographic Industry.   [2013-09-15] （英语）.
207. ↑  . Recording Industry Association of America.   [2012-08-20] （英语）.
208. ↑  . British Phonographic Industry (BBC News). 2013-09-02  [2013-09-04]. （原始内容存档于2014-02-12）.

## 外部連結
- 披頭四官網上对《艾比路》專輯介紹 （页面存档备份，存于）
- 乐队成员对每首歌的评点（页面存档备份，存于）
- 工程师杰夫·埃默里克对《艾比路》的论述 （页面存档备份，存于）
- 艾比路斑马线的在线直播 （页面存档备份，存于）